# Partito Socialdemocratico di Germania
Il Partito Socialdemocratico di Germania (in tedesco Sozialdemokratische Partei Deutschlands, SPD) è uno dei principali partiti politici tedeschi.
L'SPD è il più antico partito politico dell'Europa continentale ancora esistente e anche uno tra i più vecchi e più grandi del mondo, che ha celebrato il suo 150º anniversario nel 2013. Inoltre, può essere considerato in assoluto il "modello di partito 'nuovo', cioè organizzato, classista e di massa", cui si ispirarono i maggiori partiti del XX secolo. Al 31 dicembre 2021 l'SPD contava 393 727 membri, confermandosi il partito più grande (per numero di iscritti) in Germania.
Radicato nel mondo sindacale e dei lavoratori, è considerato il partito che meglio ha incarnato nella storia l'identità socialista democratica.
Sotto la leadership di Gerhard Schröder (personaggio della "destra" del partito) tuttavia, l'SPD ha adottato anche alcuni principi della tradizione liberal-democratica. Con il leader Kurt Beck si è registrato un ritorno verso una più definita identità socialdemocratica.
A livello sovranazionale aderisce all'Alleanza Progressista, fondata dal partito stesso dopo aver abbandonato nel 2013 l'Internazionale Socialista, accusata di ricomprendere al suo interno anche partiti coinvolti in violazioni dei diritti umani, di cui rimane tuttavia membro osservatore.
Il movimento giovanile dell'SPD è lo Jusos.

## Profilo
L'SPD fu istituito, come partito, nel 1875 nella città tedesca di Gotha. Dovuto al fatto che si tratta di una fusione fra due partiti precedenti (l’associazione operaia lassalliana e il partito socialdemocratico tedesco nato a Eisenach nel 1869) troviamo talvolta, nella letteratura, una data di fondazione differente. Karl Marx veniva considerato un maestro da entrambe le formazioni politiche fondanti l’SPD, tuttavia criticò fortemente il programma che si diede il nuovo partito a Gotha.Tuttavia, l'SPD subì un importante cambiamento nelle politiche riflesse nelle differenze tra il Programma di Heidelberg del 1925, che "richiedeva la trasformazione del sistema capitalista di proprietà privata dei mezzi di produzione alla proprietà sociale", e al programma di Godesberg del 1959, che mirava ad ampliare la sua base elettorale e spostare la sua posizione politica verso il centro. Dopo la seconda guerra mondiale, sotto la guida di Kurt Schumacher, l'SPD si ristabilì come partito socialista, rappresentando gli interessi della classe operaia e dei sindacati. Con il "programma Godesberg" del 1959, tuttavia, il partito si è evoluto da partito socialista della classe operaia a partito moderno socialdemocratico che operava all'interno del capitalismo.
L'attuale piattaforma di partito dell'SPD abbraccia l'obiettivo della socialdemocrazia, che è vista come una visione di un patto sociale in cui la libertà e la giustizia sociale sono fondamentali. Secondo la piattaforma del partito, la libertà, la giustizia e la solidarietà costituiscono la base della socialdemocrazia. L'"economia sociale di mercato coordinata" dovrebbe essere rafforzata e il suo output dovrebbe essere distribuito equamente. Il partito vede quel sistema economico come necessario per assicurare il "benessere" di tutta la popolazione. L'SPD cerca pertanto di proteggere i meno abbienti tramite lo stato sociale. Allo stesso tempo, è a favore di una politica fiscale sostenibile che non gravi sulle generazioni future, contrastando i deficit di bilancio. Nella politica sociale, l'SPD rappresenta diritti civili e politici in una società aperta. In politica estera, il DOCUP (Documento Unico di Programmazione del Dipartimento per le Politiche Europee) mira a garantire la pace globale bilanciando gli interessi globali con mezzi democratici. Pertanto, l'integrazione europea è una delle principali priorità del DOCUP. L'SPD supporta le normative economiche per limitare le potenziali perdite per banche e risparmiatori, sostiene una comune politica economica e finanziaria europea, cerca di impedire la formazione di bolle speculative e promuove la crescita sostenibile dal punto di vista ambientale.

### Fazioni interne
L'SPD è composto principalmente da membri appartenenti a una delle due ali principali: i socialdemocratici classici e i socialdemocratici della terza via politicamente vicini a Seeheimer Kreis. Mentre il più moderato Seeheimer Kreis supporta in generale i programmi di Agenda 2010 introdotti dal cancelliere Gerhard Schröder, i socialdemocratici classici continuano a difendere le politiche della sinistra classica e lo stato sociale. La sinistra classica della SPD afferma che negli ultimi anni lo stato sociale è stato ridotto attraverso programmi di riforma come l'Agenda 2010, Hartz IV e la più liberale posizione del DOCUP, che sono stati sostenuti dai socialdemocratici centristi. Come reazione all'Agenda 2010, nel 2005 c'è stata l'ascesa di un movimento dissidente del partito interno, che ha portato alla fondazione del nuovo partito Lavoro e Giustizia Sociale - L'Alternativa Elettorale (WASG, in tedesco: Arbeit & soziale Gerechtigkeit - Die Wahlalternative). Il WASG è stato successivamente fuso nel partito La Sinistra (in tedesco: Die Linke) nel 2007.

## Storia

### Sotto l'impero guglielmino
Nella iconografia della SPD vengono rappresentati i 5 padri della Socialdemocrazia Tedesca: August Bebel, Carl Wilhelm Tölcke, Karl Marx, Ferdinand Lassalle e Wilhelm Liebknecht.
Ferdinand Lassalle nel 1863 aveva fondato la Associazione Generale degli Operai Tedeschi (ADAV, in tedesco: Allgemeiner Deutscher Arbeiterverein) per chiedere il suffragio universale diretto come premessa per ottenere le altre riforme sociali: la legislazione del lavoro e, soprattutto, la costituzione di cooperative di produzione sostenute dallo Stato. Bismarck appoggiò questo programma moderato e concesse il suffragio universale nel 1866, mentre Marx accusò questa politica di costituire un "socialismo di stato".
August Bebel e Wilhelm Liebknecht avevano fondato nel 1869 il Partito Socialdemocratico Operaio di Germania (SAD, in tedesco: Sozialdemokratische Arbeiterpartei Deutschlands), di ispirazione marxista.
In occasione del Congresso di Gotha (22 - 27 maggio 1875), l'Associazione Generale degli Operai Tedeschi e il Partito Socialdemocratico Operaio si unirono per costituire il Partito Socialista Operaio di Germania (SAPD, in tedesco: Sozialistische Arbeiterpartei Deutschlands). Il nuovo partito si diede un programma "minimalista", il Programma di Gotha, giudicato da Marx troppo "lassalliano" nella Critica del programma di Gotha.
L'anno successivo Liebknecht fondò il settimanale di informazione Vorwärts. Alle elezioni federali del 1877 il partito, presentatosi la prima volta, raccolse il 9% dei voti.
Per reazione, nel 1879 il governo di Bismarck emanò le leggi antisocialiste, che misero praticamente fuori legge il Partito. La clandestinità, lungi dal distruggere la SPD, la abituò a quella disciplina che la contraddistinguerà successivamente.
Nel 1890, cadute le leggi antisocialiste, il partito venne rifondato al Congresso di Erfurt: in tale occasione assunse l'attuale denominazione di SPD, e si diede un programma spiccatamente marxista, il Programma di Erfurt, redatto dal teorico del partito Karl Kautsky. Promotori della nascita di questo partito, che si può considerare una delle più antiche organizzazioni politiche europee d'impostazione socialista agenti nell'ambito della legalità, furono anche il segretario August Bebel e il direttore del giornale di partito Wilhelm Liebknecht.
Nello stesso 1890 vennero ricostituiti i sindacati, i "Liberi sindacati socialisti". La vicinanza del partito ai sindacati fece crescere il movimento fino a raggiungere la maggioranza relativa al Reichstag divenendo un modello per i socialisti europei fino allo scoppio della prima guerra mondiale.
Negli ultimi anni dell'Ottocento si definirono le correnti interne al partito.
Da un lato si delineò l'ala revisionista, il cui esponente più celebre fu Eduard Bernstein. Costui constatava un miglioramento delle condizioni dei lavoratori e un aumento del numero di operai specializzati, fenomeni contrari a quanto pronosticato da Marx. Riteneva perciò che il capitalismo non sarebbe crollato, ma che le condizioni dei lavoratori sarebbero migliorate all'interno di tale sistema, per effetto di un'attività politica e sindacale riformista.
A sinistra si delineò invece l'ala radicale e rivoluzionaria di Rosa Luxemburg, Georg Ledebour, Leo Jogiches, Julian Marchlewski, i quali ritenevano inevitabile la rivoluzione per abbattere il capitalismo. 
L'ideologo del centro, infine, era Kautsky, il quale sosteneva che il capitalismo era in crisi e pertanto sarebbe crollato da solo senza bisogno di una rivoluzione.

### Prima guerra mondiale e scissione della USPD
Le divergenze tra le diverse correnti del Partito scoppiarono in occasione della prima guerra mondiale. 
Il 4 agosto 1914 il parlamento avrebbe votato la concessione dei "crediti di guerra" cioè l'emissione di titoli di debito pubblico per finanziare le spese militari. 
Alla riunione del giorno precedente, in cui si doveva decidere la posizione che avrebbero dovuto assumere i deputati del Partito, Kautsky, che non era deputato ma era la voce più autorevole del partito, propose che i socialdemocratici si astenessero. La sua proposta fu però respinta da tutti, essendo il gruppo parlamentare diviso fra chi voleva votare i crediti di guerra, in omaggio alla politica della Burgfrieden, e chi opporvisi. Allora Kautsky consigliò di subordinare il voto favorevole in parlamento a delle assicurazioni circa il tipo di guerra che si sarebbe fatta: difensiva e non offensiva.
Tuttavia il giorno successivo il cancelliere Bethmann Hollweg fece cancellare dalla dichiarazione che sarebbe stata letta in aula il riferimento alla guerra difensiva e perciò il voto socialdemocratico divenne una supina accettazione dell'imperialismo guglielmino.
Il 2 dicembre 1914 Karl Liebknecht scelse di votare da solo in tutto il Reichstag contro una nuova tranche di crediti di guerra: questo fatto incrinò l'unità della SPD. Il 19 giugno 1915 anche Kautsky, Bernstein e Hugo Haase pubblicarono un manifesto in cui denunciavano le intenzioni imperialistiche dei capitalisti tedeschi (annessioni territoriali in Belgio, Francia e colonie, riparazioni di guerra). E nel settembre dello stesso anno l'ala sinistra della SPD partecipò alla Conferenza di Zimmerwald con gli altri partiti socialisti pacifisti.
Intanto, le condizioni di vita della gente peggioravano a causa dello stato di guerra, di conseguenza scoppiavano scioperi e manifestazioni. I socialdemocratici "collaborazionisti" condannavano queste proteste, mentre gli spartachisti vi partecipavano e venivano anche arrestati.
Nel 1917 gli eventi precipitarono quando la SPD arrivò ad espellere alcuni gruppi di sinistra. Alla conferenza di Gotha dell'opposizione del partito, vinsero gli scissionisti e fu costituita la USPD. Ne facevano parte Bernstein,
Kurt Eisner, Kautsky, Haase, Ledebour, Rudolf Hilferding, Franz Mehring, Rosa Luxemburg, Karl Liebknecht, Clara Zetkin.
Nel 1922 l'USPD riconfluì nella SPD.

### Dopo la scissione dei comunisti
Dopo la fine della guerra e in seguito alla rivoluzione russa si ebbe la scissione definitiva e l'ala sinistra si separò, dando vita al Partito Comunista Tedesco.
Negli anni di Weimar la SPD mantenne posizioni moderate e fu spesso al governo nella Coalizione di Weimar. Tuttavia, il Programma di Heidelberg del 1925 rimaneva improntato al marxismo.
Nel 1933 il partito fu sciolto dal partito nazista dopo che votò contro la promulgazione del Decreto dei pieni poteri.

### Dopo la seconda guerra mondiale
Il partito si ricostituì nel 1946. Nel congresso di Bad Godesberg (1959), con il decisivo apporto di Herbert Wehner, abbandonò il marxismo, adottando il programma di Godesberg, di tipo socialdemocratico, che rimase in vigore fino al 1989 quando fu sostituito dal programma di Berlino.

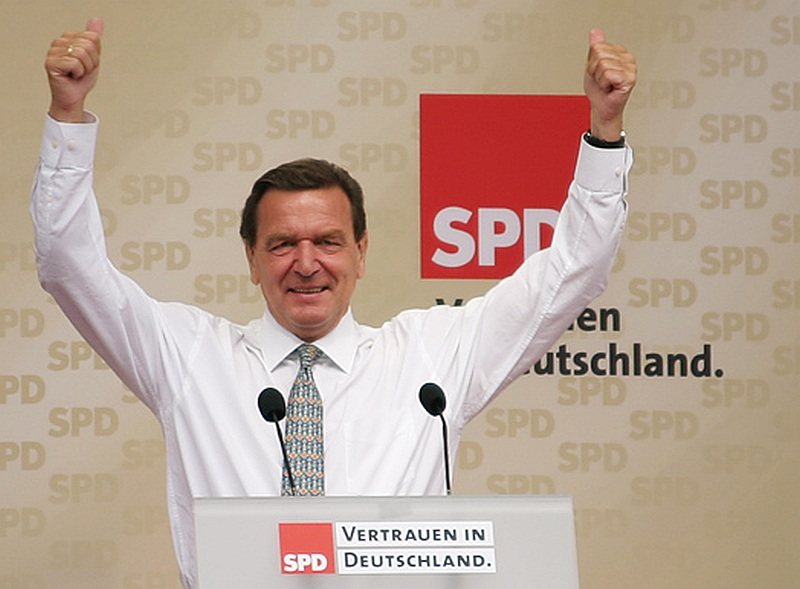
Gerhard Schröder durante una campagna elettorale del partito.

Tra 1966 e 1969 partecipò al governo della "grande coalizione" (Große Koalition) con l'Unione Cristiano Democratica e l'Unione Cristiano Sociale. Nel 1969 la SPD assunse la guida del governo (con Willy Brandt e nel 1974 con Helmut Schmidt), conservata poi, in alleanza con i liberali, fino al 1982, accentuando i propri tratti riformistici. Rimasta all'opposizione per sedici anni, solo nel 1998 riuscì a riprendere la guida del governo, alla testa di una coalizione con i Verdi e presentando come candidato alla cancelleria il moderato Gerhard Schröder, fautore di una politica di "nuovo centro" (Neue Mitte).
Nel 2005, dopo le cocenti sconfitte del partito nelle elezioni regionali, Schröder decide di rompere l'alleanza con i Verdi e chiede al presidente federale di scogliere il Bundestag per indire nuove elezioni, un anno in anticipo rispetto alla scadenza naturale. Le elezioni del 18 settembre dello stesso anno vedono un sostanziale pareggio tra i socialdemocratici e i democristiani e l'impossibilità di formare una coalizione, tra partiti omogenei. L'alleanza rosso/verde (SPD-Verdi) e la coalizione cristiano democratici/liberali, non hanno numeri sufficienti. A ciò si aggiunge che una possibile alleanza tra l'SPD e il nuovo Partito della Sinistra - formato principalmente dai neo-comunisti dell'est, molti ex membri del SED - è rifiutata categoricamente da Schröder.
Si arriva infine per la seconda volta nella storia tedesca, ad un governo di "grande coalizione", presieduto dalla candidata cristiano-democratica Angela Merkel, con un numero di ministri pari tra socialdemocratici e democristiani. Le conseguenze però non sono positive per il partito, che alle elezioni politiche del 2009 ottiene solo il 23.5% dei voti, peggior risultato nel secondo dopoguerra.
Il 19 marzo 2017 Martin Schulz viene eletto presidente federale del Partito Socialdemocratico di Germania e candidato cancelliere.
Il 13 febbraio 2018 Martin Schulz si dimette a favore di Olaf Scholz.
Il 22 aprile 2018 Andrea Nahles viene eletta presidente del partito.
Il 3 giugno 2019 a seguito della sconfitta alle pesante alle elezioni europee del 2019, Nahles si dimette a favore di un triumvirato composto da Manuela Schwesig, Malu Dreyer e Thorsten Schäfer-Gümbel.
Nel settembre 2019 Malu Dreyer resta come unico Presidente - Commissario fino al nuovo congresso.
Il 6 dicembre 2019 durante il congresso straordinario vengono eletti Norbert Walter-Borjans e Saskia Esken quali Presidenti del partito, per la prima volta con la doppia carica e con la parità di genere.

## Struttura
Il presidente è supportato da sei vicepresidenti e dall'esecutivo del partito. Dal 2021, i presidenti sono Saskia Esken e Lars Klingbeil. La presidente precedente era Andrea Nahles, che ha annunciato le sue dimissioni il 2 giugno 2019. Poiché la Germania è una repubblica federale, ciascuno dei Länder tedeschi ha il proprio partito SPD a livello statale.

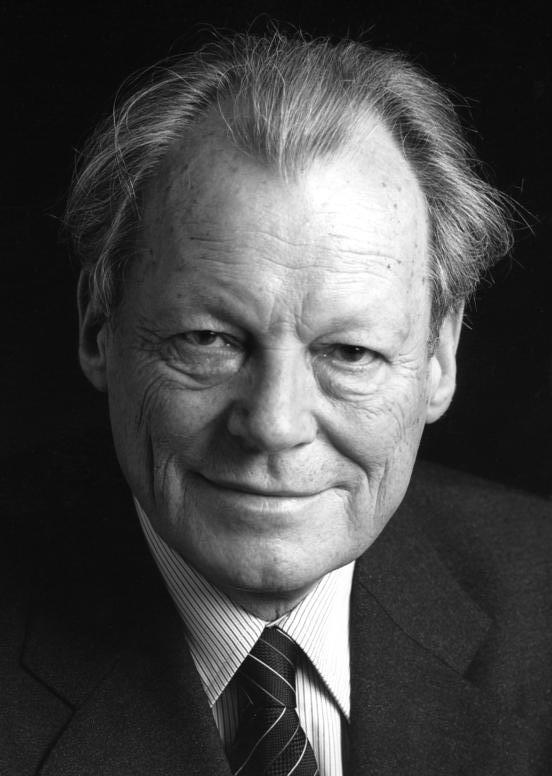
Willy Brandt, primo cancelliere SPD del dopoguerra e longevo presidente del partito (23 anni)

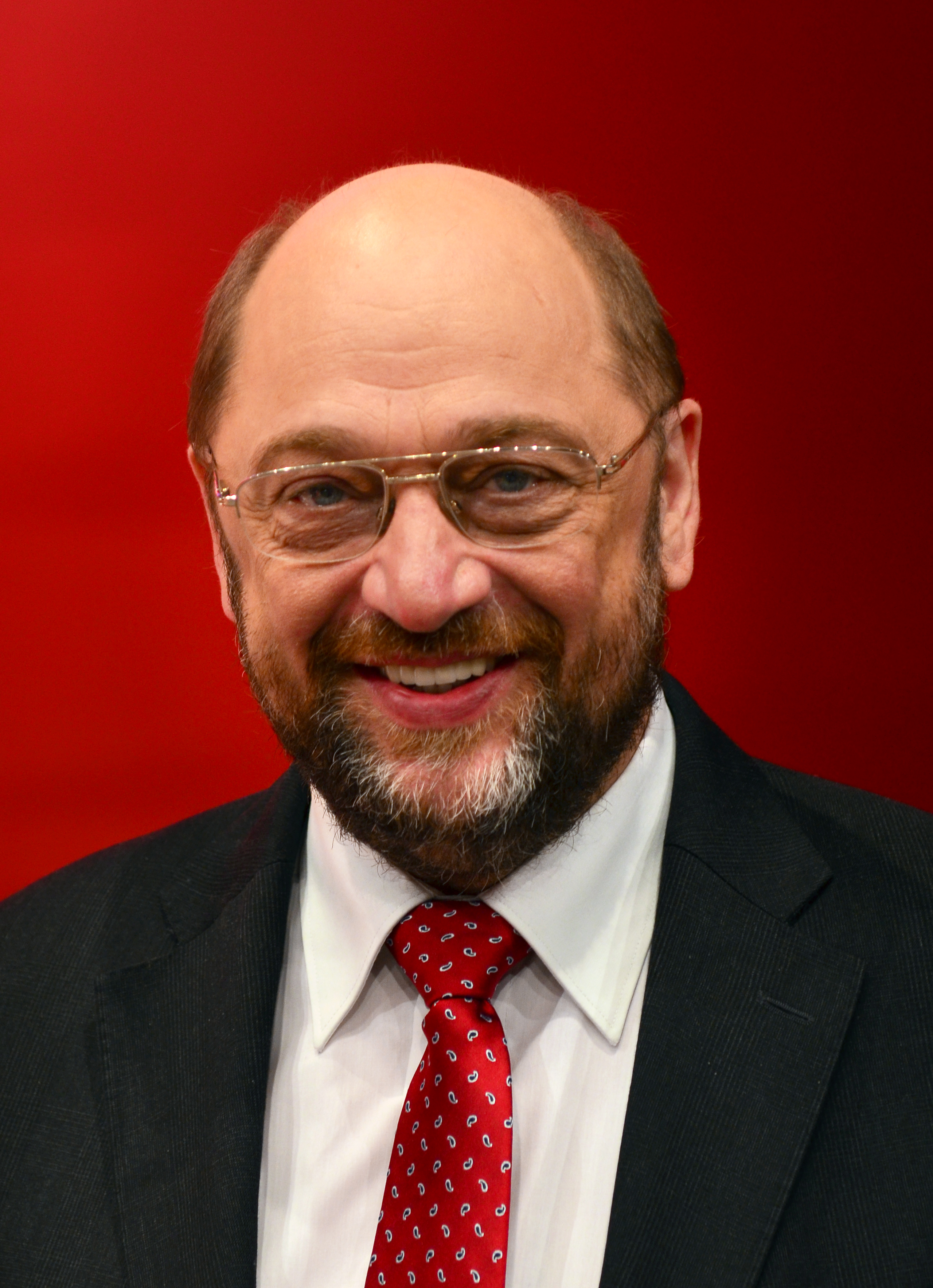
Martin Schulz, uno dei presidenti dell'SPD

### Presidente
| Presidente | Presidente                            | Periodo   |
| ---------- | ------------------------------------- | --------- |
| 1          | Kurt Schumacher                       | 1946–1952 |
| 2          | Erich Ollenhauer                      | 1952–1963 |
| 3          | Willy Brandt                          | 1964–1987 |
| 4          | Hans-Jochen Vogel                     | 1987–1991 |
| 5          | Björn Engholm                         | 1991–1993 |
| 6          | Rudolf Scharping                      | 1993–1995 |
| 7          | Oskar Lafontaine                      | 1995–1999 |
| 8          | Gerhard Schröder                      | 1999–2004 |
| 9          | Franz Müntefering (1º mandato)        | 2004–2005 |
| 10         | Matthias Platzeck                     | 2005–2006 |
| 11         | Kurt Beck                             | 2006–2008 |
| (9)        | Franz Müntefering (2º mandato)        | 2008–2009 |
| 12         | Sigmar Gabriel                        | 2009–2017 |
| 13         | Martin Schulz                         | 2017–2018 |
| 14         | Andrea Nahles                         | 2018–2019 |
| 15         | Saskia Esken e Norbert Walter-Borjans | 2019–2021 |
| 16         | Saskia Esken e Lars Klingbeil         | dal 2021  |

### Segretario generale
| Segretario generale | Segretario generale        | Periodo   |
| ------------------- | -------------------------- | --------- |
| 1                   | Franz Müntefering          | 1999–2002 |
| 2                   | Olaf Scholz                | 2002–2004 |
| 3                   | Klaus Uwe Benneter         | 2004–2005 |
| 4                   | Hubertus Heil (1º mandato) | 2005–2009 |
| 5                   | Andrea Nahles              | 2009–2014 |
| 6                   | Yasmin Fahimi              | 2014–2015 |
| 7                   | Katarina Barley            | 2015–2017 |
| (4)                 | Hubertus Heil (2º mandato) | 2017      |
| 8                   | Lars Klingbeil             | 2017–2021 |
| 9                   | Kevin Kühnert              | 2021–2024 |
| 10                  | Matthias Miersch           | dal 2024  |

### Presidenti del gruppo SPD al Bundestag
Da agosto a ottobre 2010, il membro senior del Bundestag Joachim Poß è stato presidente ad interim al Bundestag in assenza di Frank-Walter Steinmeier, che si stava riprendendo dalla donazione di un rene a sua moglie.
| Presidente al Bundestag | Presidente al Bundestag   | Periodo   |
| ----------------------- | ------------------------- | --------- |
| 1                       | Kurt Schumacher           | 1949–1952 |
| 2                       | Erich Ollenhauer          | 1952–1963 |
| 3                       | Fritz Erler               | 1964–1967 |
| 4                       | Helmut Schmidt            | 1967–1969 |
| 5                       | Herbert Wehner            | 1969–1983 |
| 6                       | Hans-Jochen Vogel         | 1983–1991 |
| 7                       | Hans-Ulrich Klose         | 1991–1994 |
| 8                       | Rudolf Scharping          | 1994–1998 |
| 9                       | Peter Struck (1º mandato) | 1998–2002 |
| 10                      | Ludwig Stiegler           | 2002      |
| 11                      | Franz Müntefering         | 2002–2005 |
| (9)                     | Peter Struck (2º mandato) | 2005–2009 |
| 12                      | Frank-Walter Steinmeier   | 2009–2013 |
| 13                      | Thomas Oppermann          | 2013–2017 |
| 14                      | Andrea Nahles             | 2017–2019 |
| 15                      | Rolf Mützenich            | 2019-2025 |
| 16                      | Lars Klingbeil            | dal 2025  |

## Nelle istituzioni

### Presidenti federali
| Presidente della Germania | Periodo   |
| ------------------------- | --------- |
| Gustav Heinemann          | 1969–1974 |
| Johannes Rau              | 1999–2004 |
| Frank-Walter Steinmeier   | dal 2017  |

### Cancellieri federali
| Cancelliere della Germania | Periodo   |
| -------------------------- | --------- |
| Willy Brandt               | 1969–1974 |
| Helmut Schmidt             | 1974–1982 |
| Gerhard Schröder           | 1998–2005 |
| Olaf Scholz                | dal 2021  |

### Vicecancellieri
| Vicecancelliere della Germania | Periodo   |
| ------------------------------ | --------- |
| Willy Brandt                   | 1966–1969 |
| Egon Franke                    | 1982      |
| Franz Müntefering              | 2005–2007 |
| Frank-Walter Steinmeier        | 2007–2009 |
| Sigmar Gabriel                 | 2013–2018 |
| Olaf Scholz                    | 2018–2021 |

### Presidenti del Parlamento
| Presidente del Bundestag | Periodo   |
| ------------------------ | --------- |
| Annemarie Renger         | 1972–1976 |
| Wolfgang Thierse         | 1998–2005 |
| Bärbel Bas               | dal 2021  |

## Risultati elettorali

### Dalla fondazione al 1933

#### Impero tedesco
| Anno | Voti      | %          | +/- | Seggi     | +/- | Status      |
| ---- | --------- | ---------- | --- | --------- | --- | ----------- |
| 1871 | 124 000   | 3,2 (8.º)  |     | 2 / 382   |     | Opposizione |
| 1874 | 352 000   | 6,8 (6.º)  | 3,4 | 9 / 397   | 7   | Opposizione |
| 1877 | 493 300   | 9,1 (4.º)  | 2,3 | 12 / 397  | 3   | Opposizione |
| 1878 | 437 100   | 7,6 (5.º)  | 1,5 | 9 / 397   | 3   | Opposizione |
| 1881 | 312 000   | 6,1 (7.º)  | 1,5 | 12 / 397  | 3   | Opposizione |
| 1884 | 550 000   | 9,7 (7.º)  | 3,6 | 24 / 397  | 12  | Opposizione |
| 1887 | 763 100   | 10,1 (5.º) | 0,4 | 11 / 397  | 13  | Opposizione |
| 1890 | 1 427 300 | 19,7 (1.º) | 9,6 | 35 / 397  | 24  | Opposizione |
| 1893 | 1 786 700 | 23,3 (1.º) | 3,6 | 44 / 397  | 9   | Opposizione |
| 1898 | 2 107 100 | 27,2 (1.º) | 3,9 | 56 / 397  | 12  | Opposizione |
| 1903 | 3 010 800 | 31,7 (1.º) | 4,5 | 81 / 397  | 25  | Opposizione |
| 1907 | 3 259 000 | 28,9 (1.º) | 2,8 | 43 / 397  | 38  | Opposizione |
| 1912 | 4 250 400 | 34,8 (1.º) | 5,9 | 110 / 397 | 67  | Opposizione |

#### Repubblica di Weimar
| Anno          | Voti       | %          | +/-  | Seggi     | +/- | Status      |
| ------------- | ---------- | ---------- | ---- | --------- | --- | ----------- |
| 1919          | 11 509 048 | 37,9 (1.º) | 3,1  | 165 / 423 | 55  | Governo     |
| 1920          | 6 104 398  | 21,7 (1.º) | 16,2 | 102 / 459 | 61  | Governo     |
| Maggio 1924   | 6 008 905  | 20,5 (1.º) | 1,2  | 100 / 472 | 2   | Opposizione |
| Dicembre 1924 | 7 881 041  | 26,0 (1.º) | 5,5  | 131 / 493 | 31  | Opposizione |
| 1928          | 9 152 979  | 29,8 (1.º) | 3,8  | 153 / 491 | 22  | Governo     |
| 1930          | 8 575 244  | 24,5 (1.º) | 5,3  | 143 / 577 | 10  | Opposizione |
| Luglio 1932   | 7 959 712  | 21,9 (2.º) | 2,9  | 133 / 608 | 10  | Opposizione |
| Novembre 1932 | 7 251 690  | 20,4 (2.º) | 1,2  | 121 / 584 | 12  | Opposizione |
| Marzo 1933    | 7 516 243  | 18,3 (2.º) | 2,1  | 120 / 647 | 1   | Opposizione |

### Dal dopoguerra

#### Elezioni legislative
| Anno | Circoscrizione | Circoscrizione | Circoscrizione | Proporzionale | Proporzionale | Proporzionale | Seggi     | +/- | Status              |
| Anno | Voti           | %              | +/-            | Voti          | %             | +/-           | Seggi     | +/- | Status              |
| ---- | -------------- | -------------- | -------------- | ------------- | ------------- | ------------- | --------- | --- | ------------------- |
| 1949 |                |                |                | 6 934 975     | 29,2 (1.º)    |               | 131 / 402 |     | Opposizione         |
| 1953 | 8 131 257      | 29,5 (2.º)     |                | 7 944 943     | 28,8 (2.º)    | 0,4           | 162 / 509 | 31  | Opposizione         |
| 1957 | 9 651 669      | 32,0 (2.º)     | 2,5            | 9 495 571     | 31,8 (2.º)    | 3,0           | 181 / 519 | 19  | Opposizione         |
| 1961 | 11 672 057     | 36,5 (1.º)     | 4,5            | 11 427 355    | 36,2 (1.º)    | 4,4           | 203 / 521 | 21  | Opposizione         |
| 1965 | 12 998 474     | 40,1 (1.º)     | 3,6            | 12 813 186    | 39,3 (1.º)    | 3,1           | 217 / 518 | 14  | Opposizione Governo |
| 1969 | 14 402 374     | 44,0 (1.º)     | 3,9            | 14 065 716    | 42,7 (1.º)    | 3,4           | 237 / 518 | 20  | Governo             |
| 1972 | 18 228 239     | 48,9 (1.º)     | 4,9            | 17 175 169    | 45,8 (1.º)    | 3,1           | 242 / 518 | 5   | Governo             |
| 1976 | 16 471 321     | 43,7 (1.º)     | 5,2            | 16 099 019    | 42,6 (1.º)    | 3,2           | 224 / 518 | 18  | Governo             |
| 1980 | 16 808 861     | 44,5 (1.º)     | 0,8            | 16 260 677    | 42,9 (1.º)    | 0,3           | 228 / 519 | 4   | Governo             |
| 1983 | 15 686 033     | 40,4 (2.º)     | 4,1            | 14 865 807    | 38,2 (1.º)    | 4,7           | 202 / 520 | 26  | Opposizione         |
| 1987 | 14 787 953     | 39,2 (1.º)     | 1,2            | 14 025 763    | 37,0 (1.º)    | 1,2           | 193 / 519 | 9   | Opposizione         |
| 1990 | 16 279 980     | 35,2 (2.º)     | 4,0            | 15 545 366    | 33,5 (2.º)    | 3,5           | 239 / 662 | 46  | Opposizione         |
| 1994 | 17 966 813     | 38,3 (1.º)     | 3,1            | 17 140 354    | 36,4 (1.º)    | 2,9           | 252 / 672 | 13  | Opposizione         |
| 1998 | 21 535 893     | 43,8 (1.º)     | 5,5            | 20 181 269    | 40,9 (1.º)    | 4,5           | 298 / 669 | 46  | Governo             |
| 2002 | 20 059 967     | 41,9 (1.º)     | 1,9            | 18 488 668    | 38,5 (1.º)    | 2,4           | 251 / 603 | 47  | Governo             |
| 2005 | 18 129 100     | 38,4 (1.º)     | 3,5            | 16 194 665    | 34,2 (1.º)    | 4,3           | 222 / 614 | 29  | Governo             |
| 2009 | 12 079 758     | 27,9 (2.º)     | 10,5           | 9 990 488     | 23,0 (2.º)    | 11,2          | 146 / 622 | 76  | Opposizione         |
| 2013 | 12 843 458     | 29,4 (2.º)     | 1,5            | 11 252 215    | 25,7 (2.º)    | 2,7           | 193 / 631 | 47  | Governo             |
| 2017 | 11 426 613     | 24,6 (2.º)     | 4,8            | 9 538 367     | 20,5 (2.º)    | 5,2           | 153 / 709 | 40  | Governo             |
| 2021 | 12 228 363     | 26,4 (1.°)     | 1,8            | 11 949 756    | 25.7 (1.°)    | 5,2           | 206 / 735 | 53  | Governo             |
| 2025 | 9 934 614      | 20,07 (3.°)    | 6,33           | 8 148 284     | 16,41 (3.°)   | 9,3           | 120 / 630 | 86  | Governo             |

#### Elezioni europee
| Anno | Voti       | %          | +/-  | Seggi   | +/-     |
| ---- | ---------- | ---------- | ---- | ------- | ------- |
| 1979 | 11 370 035 | 40,8 (1.º) |      | 35 / 81 |         |
| 1984 | 9 296 417  | 37,4 (2.º) | 3,4  | 33 / 81 | 2       |
| 1989 | 10 525 728 | 37,3 (1.º) | 0,1  | 31 / 81 | 2       |
| 1994 | 11 389 697 | 32,2 (1.º) | 5,1  | 40 / 99 | 9       |
| 1999 | 8 307 085  | 30,7 (2.º) | 1,5  | 33 / 99 | 7       |
| 2004 | 5 549 243  | 21,5 (2.º) | 9,2  | 23 / 99 | 10      |
| 2009 | 5 472 566  | 20,8 (2.º) | 0,7  | 23 / 99 | Stabile |
| 2014 | 8 003 628  | 27,3 (2.º) | 6,5  | 27 / 96 | 4       |
| 2019 | 5 914 953  | 15,8 (3.º) | 11,5 | 16 / 96 | 10      |
| 2024 | 5 548 528  | 13,9 (3.º) | 1,9  | 14 / 96 | 2       |